# Dresiarz
Als Dresiarz [ˈdrɛɕaʂ], im Plural Dresiarze [drɛˈɕaʐɛ] für deutsch Trainingsanzugträger, wird im Polnischen ein Angehöriger einer seit 1989 in Polen existierenden Subkultur bezeichnet.
Entstanden ist der überwiegend abfällig verwendete Begriff im Zuge des Systemwechsels in Polen und bezieht sich auf die von den Anhängern der Subkultur getragenen Trainingsanzüge. Anhänger der Subkultur waren insbesondere zu Anfang mittellose Jugendliche aus Plattenbausiedlungen polnischer Großstädte, die als Verlierer des Transformationsprozesses vom Realsozialismus mit seiner Planwirtschaft zur pluralistischen Gesellschaft mit ihrer Marktwirtschaft galten. Bezogen auf wachsende Kleinkriminalität entstand parallel auch der Begriff der Blokersi.
1998 griff die polnische Musikgruppe Dezerter in ihrem Lied „Od wschodu do zachodu“ aus dem Album „Ziemia jest płaska“ den Begriff und die Charakteristika dieser Subkultur auf. 2002 schuf die polnische Rockband Big Cyc mit ihrem Lied „Dres“ aus dem Album „Zmień z nami płeć“ eine parodistische Hymne auf die Subkultur. Im Jahr darauf entstand unter der Regie von Abelard Giza der Spielfilm „Wożonko“ über den Zusammenstoß der organisierten Kriminalität mit der Subkultur der Dresiarze. Die Dresiarze sind des Weiteren Bestandteil der Comicreihe „Jeż Jerzy“.
Mit Ausnahme ihrer Bekleidung und äußerst kurz geschorener Haare präsentierte sich die Subkultur allerdings meist sehr heterogen. Ähnlich wie bei den in Osteuropa bekannten Gopniki zählte jedoch zelebrierte Vulgarität und die Ablehnung liberaler Werte zum Markenzeichen ihrer Anhänger. In den Anfangsjahren charakterisierte die Subkultur zudem die Musikgattungen des Disco Polo oder des Techno, heutzutage sind ihre nur noch wenigen Anhänger vorzugsweise an Hip Hop und Rap interessiert.